# Pornsawan Somsanit
Pornsawan Somsanit (thailändisch พรสวรรค์ สมสนิท; * 1. Juni 2004 oder 2006) ist ein thailändischer Fußballspieler.

## Karriere
Pornsawan Somsanit erlernte das Fußballspielen in den Jugendmannschaften vom Udon United FC und Nongbua Pitchaya FC. Seinen ersten Profivertrag unterschrieb er Anfang August 2023 beim Zweitligisten Lampang FC. Sein Zweitligadebüt für den Verein aus Lampang gab Somsanit am 27. August 2023 (3. Spieltag) im Auswärtsspiel gegen den Chiangmai FC. Bei der 4:2-Niederlage wurde er in der 87. Minute für den Brasilianer Luan Santos eingewechselt.